# Livermore (California)
Livermore (precedentemente Livermores, Livermore Ranch e Nottingham) è una città californiana, sede del Lawrence Livermore National Laboratory, che ha dato il nome all'elemento chimico livermorio (e che ha piazzato il nome della città nella tavola periodica).
Livermore venne fondata da William Mendenhall e prese il nome da Robert Livermore, suo amico, un ranchero che si stabilì in quest'area verso il 1830. Nella zona sud dell'area cittadina, dove si accentra la gran parte dei vigneti locali, sono presenti numerose aree residenziali esclusive, nei pressi di Ruby Hill; inoltre, il centro storico della città è stato recentemente ristrutturato. Livermore è considerata parte dell'area Tri-Valley, che include Amador Valley, Livermore Valley e le valli di San Ramon.